# Мухаммад II аль-Махди
Абу-ль-Валид Мухаммад ибн Хишам аль-Махди, известный как Мухаммад II аль-Махди (араб. محمد الثاني ، المهدي‎, умер в 1010) — Халиф Кордовы (правил два коротких промежутка времени в 1009 и 1010), правнук Абд ар-Рахмана III, представитель династии Омейядов.

## Биография
Мухаммад II стал халифом в 1009 году, после отречения Хишама II. Почти сразу после вступления его на престол началась вражда между ним, сакалиба и берберскими подразделениями гвардии. Уже через несколько месяцев после переворота берберы восстали и сначала провозгласили халифом Хишама, внука Абд ар-Рахмана III, а когда он был убит, передали престол его племяннику Сулейману. При этом восставшие взяли штурмом и разграбили Кордову. Сулейман стал халифом, а Мухаммад II бежал в Толедо. Но вскоре сакалиба во главе с Вадихом взяли в 1010 году Кордову и вместе с их союзниками каталонцами снова её разграбили. На престол на короткое время вернулся Мухаммад II. Однако вскоре, возмутившись его высокомерием, сакалиба убили Мухаммада.